# 無雲天
無雲天（むうんてん　梵：Anabhrakā）は、三界のうち、色界18天の下位から数えて第10番目の天。色界第四禅の第1番目・初天。
上部の福生天と下部の遍照天の間に位置する天。
『順正理論』は「以下空中天所居地、如雲密合、故説名雲。此上諸天、更無雲地。在無雲首、故説無雲。」（遍照天から下は天（デーヴァ）が住む場所で、雲のように密集しているため「雲」と言う。その上からは（格の低い天が雑居するような場所でないため）雲地がない。雲のない最初の場所であるため無雲天と言う。）と説明する。
『雑阿毘曇心論』『彰所知論』は、この天での天部の身長が125由旬、寿命が125劫とする。また『仏説立世阿毘曇論』は、寿命を300劫とする。